# Maurici de Saxònia
Maurici, Comte de Saxònia (alemany: Graf Hermann Moritz von Sachsen; francès: Maurice de Saxe) (1696 – 1750) va ser un soldat saxó al servei de França que esdevingué Mariscal General de França.
Maurice nasqué a Goslar, fill il·legítim del rei August II el Fort, Rei de Polònia i Elector de Saxònia i de la Comtessa Maria Aurora de Königsmarck. Ell va ser el primer dels 8 fills fora del matrimoni d'August que es coneixen, malgrat que n'hi ha 354 possibles, incloent Wilhelmine de Bayreuth.
El 1698, la Comtessa l'envià amb el su pare a Varsòvia. L'any abans August havia estat fet rei de Polònia, però Maurice va haver de passar gran part de la seva vida fora de Polònia.

## Carrera militar

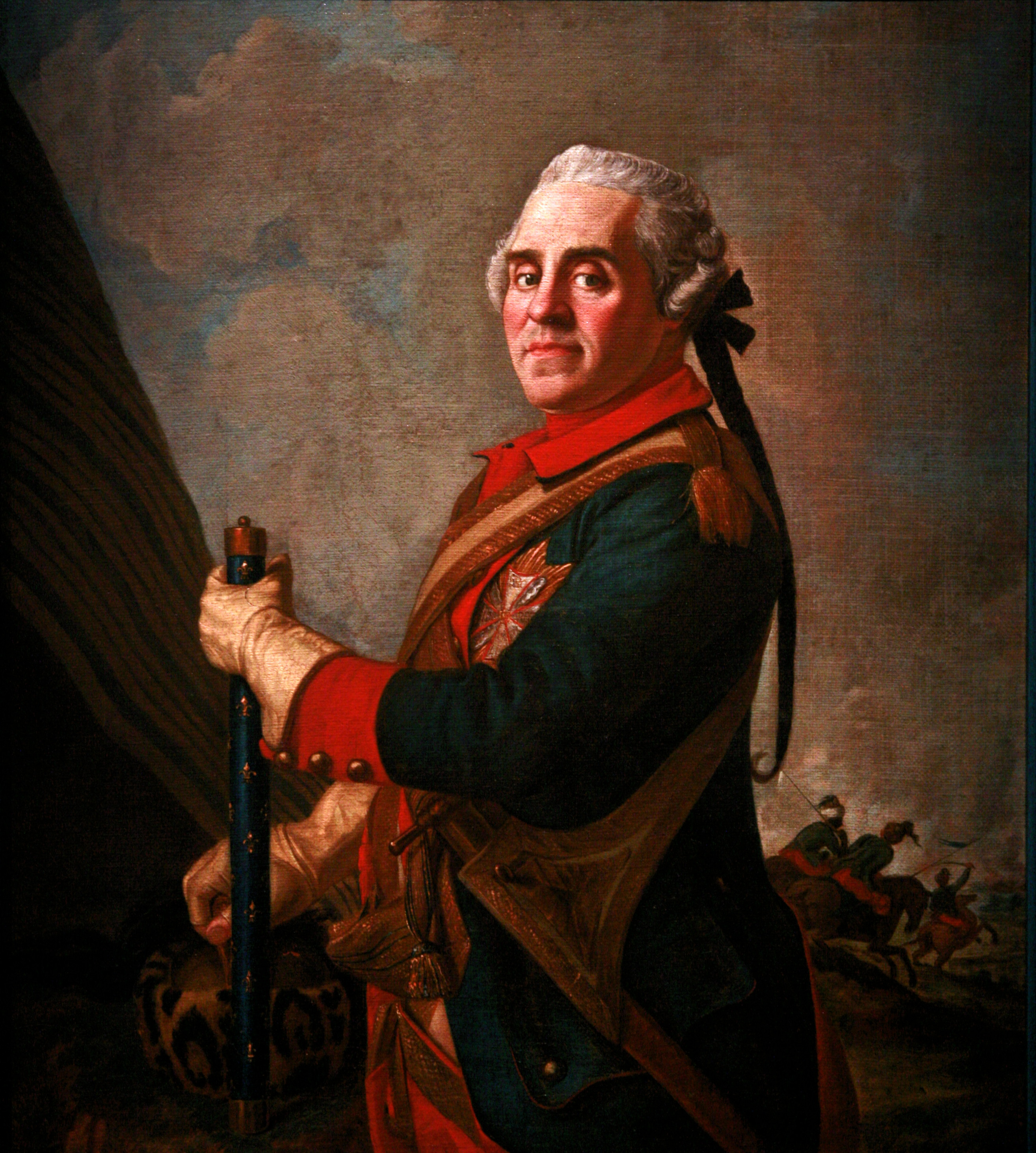
Maurice de Saxònia com Mariscal de França per Jean-Étienne Liotard.

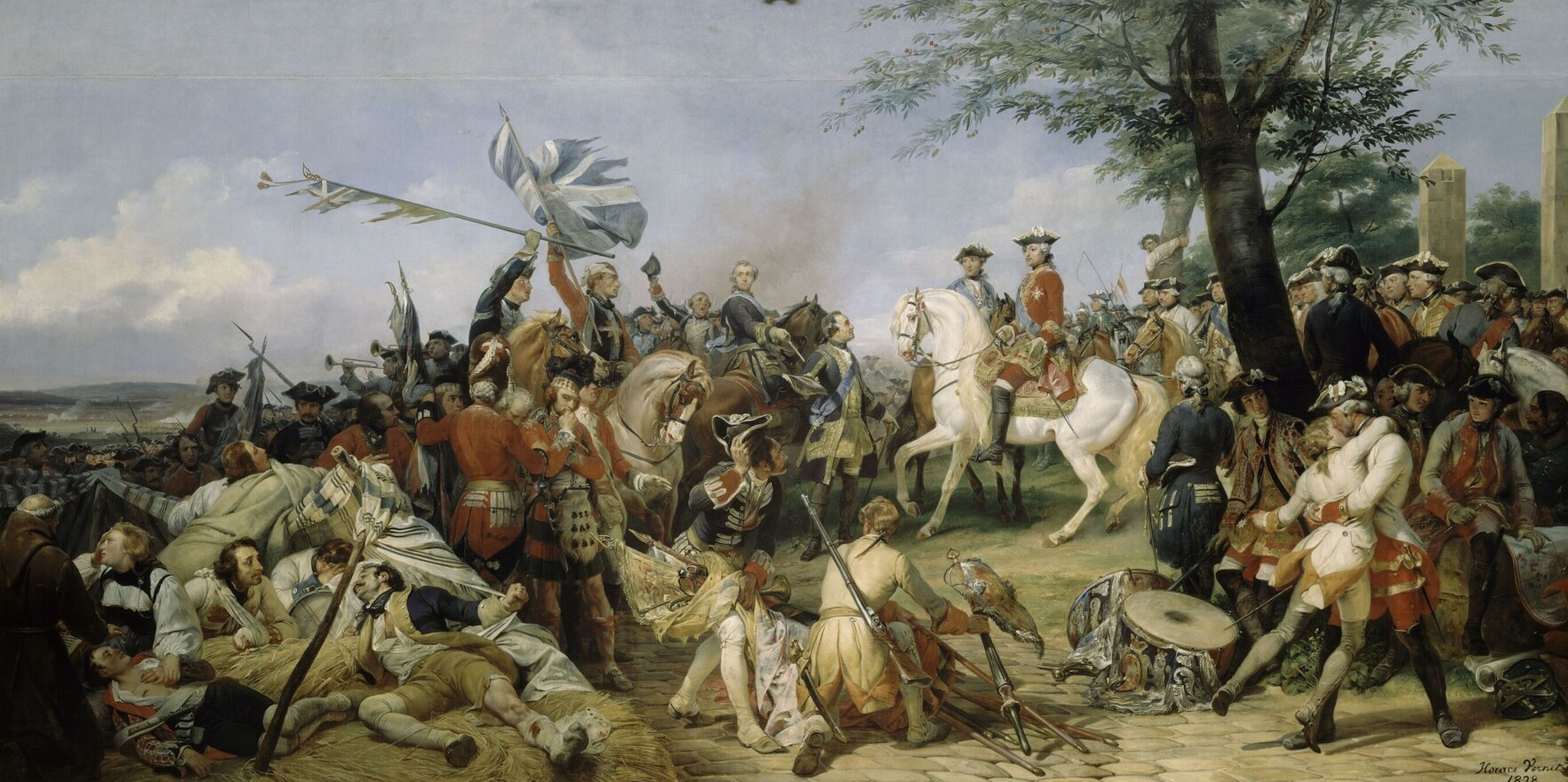
La batalla de Fontenoy de 1745, amb Maurice de Saxònia i els seus presoners presentats a Louis XV i el Delfí.

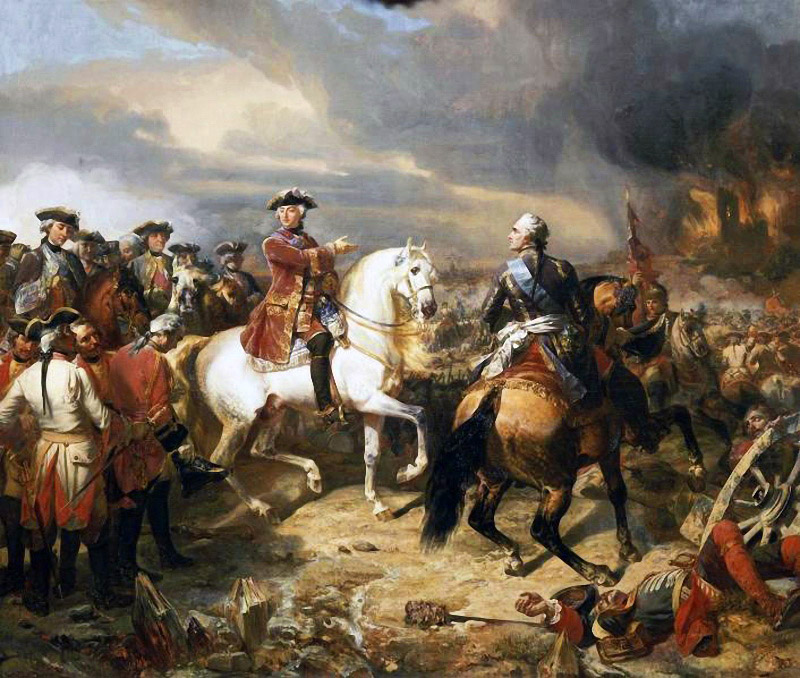
Batalla de Lawfeld, 2 de juliol de 1747.

Als 12 anys Maurice s'allistà a l'exèrcit del Príncep Eugeni de Savoia, participant en els setges de Tournai i Mons i a la batalla de Malplaquet. Al final de la campanya hi va haver una proposta d'enviar-lo a un col·legi de jesuïtes a Brussel·les però la seva mare s'hi oposà.
Després serví al tsar Pere el Gran de Rússia contra els suecs. L'any 1711, August el va reconèixer formalment com a fill i li va donar el títol de comte. Aleshores acompanyà el seu pare a Pomerània, i el 1712 participà en el setge de Stralsund. Als 17 anys ja comandava el seu propi regiment.
El 12 de març es va acordar el seu matrimoni amb l'acabalada comtessa Johanna Viktoria Tugendreich von Loeben, però aviat es gastà la fortuna. El matrimoni es va anul·lar el 21 de març de 1721.
Després d'una campanya contra l'Imperi Otomà, el 1717, anà a París a estudiar matemàtiques i el 1720 va obtenir una comissió com maréchal de camp.
Durant la Guerra de Successió de Polònia Saxònia serví sota James Fitz-James, Mariscal Duc de Berwick, i per la seva actuació al setge de Philippsburg (1734), va ser nomenat lloctinent general. En la Guerra de Successió d'Àustria, comandà una divisió de l'exèrcit que envaí Àustria el 1741. Va prendre Praga el 26 de novembre de 1741, permetent que el dia 9 de desembre de 1741 Carles Albert de Baviera fos coronat rei de Bohèmia el 9 de desembre de 1741 a Praga i el 24 de gener de 1742 a proposta del príncep-elector de Colònia, Clement August de Baviera, proclamat emperador del Sacre Imperi Romanogermànic, privant els Habsburg d'un títol electiu que ostentaven ininterrompudament des del segle xiv. El 1742 anà a Rússia per reclamar el Ducat de Curlàndia, però no ho aconseguí.
El 26 de març de 1743, pels seus mèrits militars va ser promogut a Mariscal de França. El 1744, va ser escollit per comandar 10.000 homes en la prevista invasió francesa de Gran Bretanya en ajuda del Pretendent James Francis Edward Stuart, preparada per desembarcar des de Dunkerque, però que a poques milles del port va ser destrossada per les tempestes. Després d'això va actuar als Països Baixos.
En reconeixement dels seus assoliment, el rei Louis XV li donà el Château de Chambord i, l'abril de 1746, va ser naturalitzat ciutadà francès. Va liderar les forces franceses al setge de Brussel·les i capturà Bergen op Zoom.
Té un parentiu indirecte amb l'escriptora George Sand.

## Obra escrita

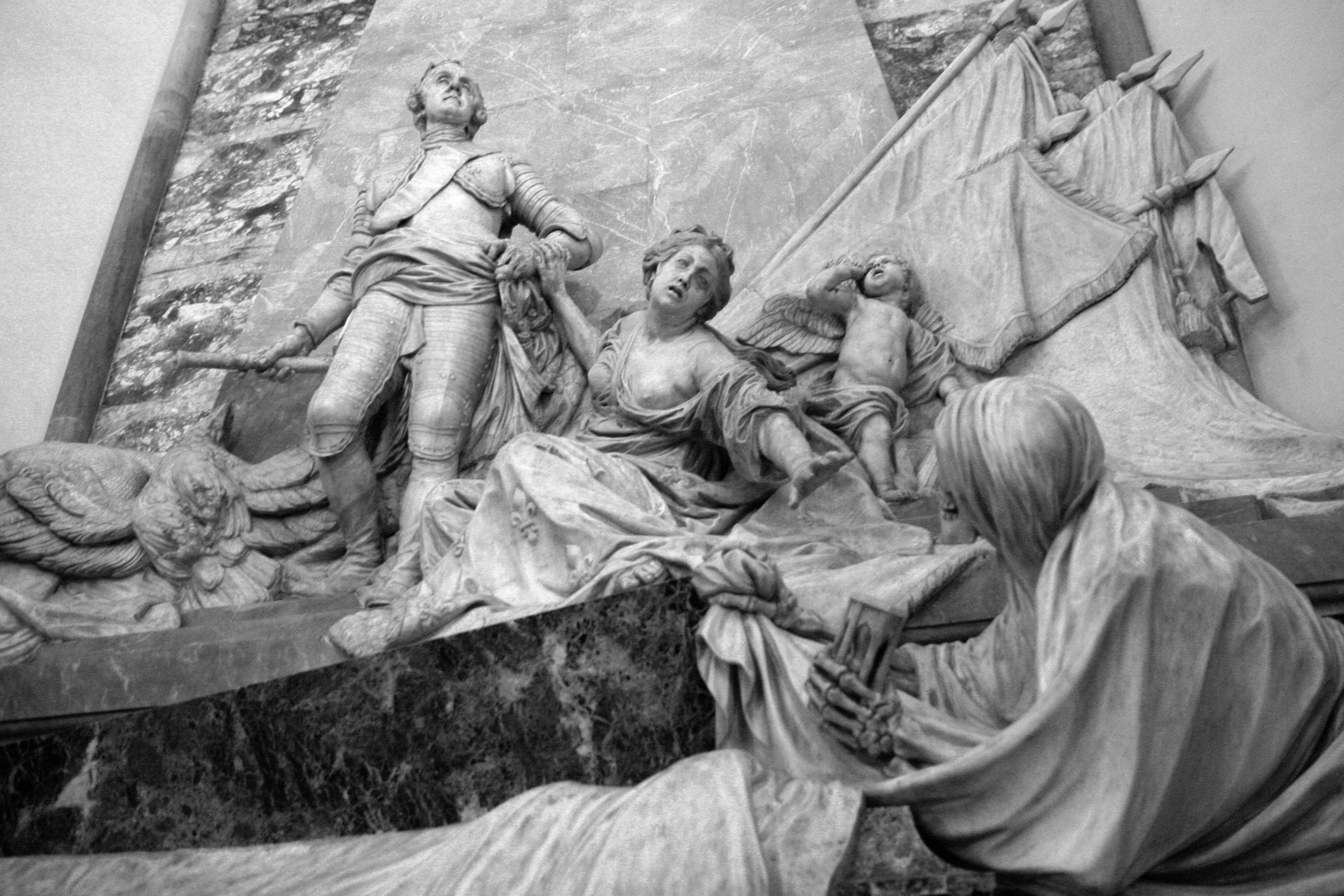
Tomba de Maurice de Saxe a Estrasburg, per Jean-Baptiste Pigalle.

Saxe va escriure un important tractat sobre la guerra, Mes Rêveries, descrit per Carlyle com "escrit sota els efectes de l'opi". Publicat de manera pòsthuma el 1757 i apreciat per Lord Montgomery.
Les cartes de Saxe, Lettres et mémoires choisis aparegueren el 1794.